# Drepanogynis vara
Drepanogynis vara är en fjärilsart som beskrevs av Louis Beethoven Prout 1922. Drepanogynis vara ingår i släktet Drepanogynis och familjen mätare. Inga underarter finns listade i Catalogue of Life.